# 1429
Năm 1429 là một năm trong lịch Julius.